# Aartsbisdom Nyeri

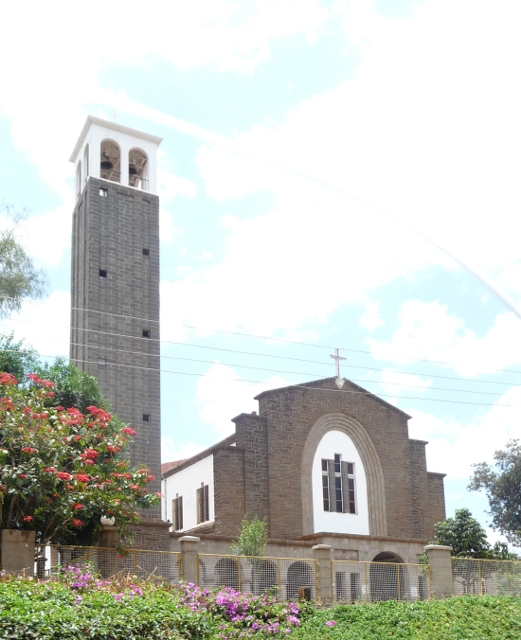
De kathedraal van Nyeri

Het aartsbisdom Nyeri (Latijn: Archidioecesis Nyeriensis) is een rooms-katholiek aartsbisdom met als zetel Nyeri in Kenia. 
In 1926 werd het apostolisch vicariaat Nyeri opgericht en in 1953 werd dit een bisdom. In 1990 werd het verheven naar een aartsbisdom. Nicodemus Kirima, bisschop van Nyeri sinds 1988, werd de eerste aartsbisschop. 
Nyeri heeft zeven suffragane bisdommen:
- Bisdom Embu
- Bisdom Isiolo
- Bisdom Maralal
- Bisdom Marsabit
- Bisdom Meru
- Bisdom Muranga
- Bisdom Nyahururu

In 2019 telde het aartsbisdom 53 parochies. Het bisdom heeft een oppervlakte van 8.450 km2 en telde in 2019 1.639.000 inwoners waarvan 34,2% rooms-katholiek was. 

## Aartsbisschoppen
- Nicodemus Kirima (1990-2007)
- Peter J. Kairo (2008-2017)
- Anthony Muheria (2017-)